# A.S.D. Calcio Chieri 1955
Associazione Sportiva Dilettantistica Calcio Chieri 1955 là một câu lạc bộ bóng đá Ý, có trụ sở tại Chieri, Piedmont.

## Lịch sử
Câu lạc bộ được thành lập vào năm 1955.

## Màu sắc và huy hiệu
Màu sắc của đội là trắng và xanh nhạt.